# Собрание Аянов Иордании
Собрание Аянов Иордании (араб. مجلس الأعيان الأردني‎) — верхняя палата Парламента Иордании.

## История
25 мая 1946 года Иорданское Хашимитское королевство объявило о своей независимости. В том же году была принята Конституция Иордании, согласно которой законодательная власть находится в ведении Парламента, поделённого на Собрания Аянов и на Палату представителей, а также короля. Состоит из 75 сенаторов, назначаемых Королём, и не может быть размером более, чем половина Палаты Представителей, срок созыва — 4 года. Минимальный возраст сенатора — 40 лет, при этом сенатор не может состоять на государственной службе. Назначаются из числа бывших служащих следующих категорий: министров, послов и полномочных представителей, председателей Палаты представителей, председателей и судей кассационных, гражданских и шариатских судов, офицеров в отставке в звании генерал-лейтенанта, бывших членов с не менее чем 2 сроками, персоналий с заслугами перед нацией и государством.

## Председатели
- Тавфик Абу аль-Худа
- Ибрахим Хашим
- Самир ар-Рифаи (старший)
- Саид аль-Муфти
- Бахджат ат-Тальхуни
- Ахмад Таравна
- Ахмад аль-Лавзи
- Зайд ар-Рифаи
- Тахер аль-Мазри
- Абдуррауф ар-Равабде
- Фейсал аль-Файез